# 菅原瑞夫
菅原 瑞夫(すがわら みつお)は、日本音楽著作権協会（JASRAC）第14代理事長。

## 来歴
東京都出身。
1974年4月JASRAC入社。
静岡支部長、送信部部長、業務本部副本部長、常任理事などを経て、2007年10月から常務理事。2010年9月29日理事長に就任。
2016年6月をもって退任。

## 人物
2007年に複数の企業・団体が訴訟の動きを見せ、ニコニコ動画サービスが窮地に陥った際、「ニコ動はあくまでユーザ側に立たないといけない。JASRACを敵にしていい。われわれは叩かれるのは慣れている」と、エイベックス・グループ・ホールディングス社長の松浦勝人とともにドワンゴに助け舟を出し、存続に貢献したとされる。